# オカリナ
オカリナ（オカリーナ）はエアリード（無簧）式の笛であり、気鳴楽器の一種である。発音に唇の振動を用いてないので、旧来の楽器分類法では、陶器やプラスチックなどで作られていても木管楽器に分類される。リコーダーやフルートなどとは共振系の形状が異なっており、音響学的にはヘルムホルツ共鳴器と呼ばれるものに極めて近い特性を持っている。

## 概要
オカリナ（ocarina）という名称は、イタリア語の「oca（ガチョウ）」に由来する造語で、「-ina」は "小さい" を意味する接尾語であるから、「小さなガチョウ」といった意味合いである。イタリアや日本においては、名称から類推される通りの涙滴状の形をしたものが一般的だが、丸形や角形などのオカリナも存在する。指穴の数や配置も決まっているわけではなく、6個から13個程度の指穴を持つオカリナが多い。

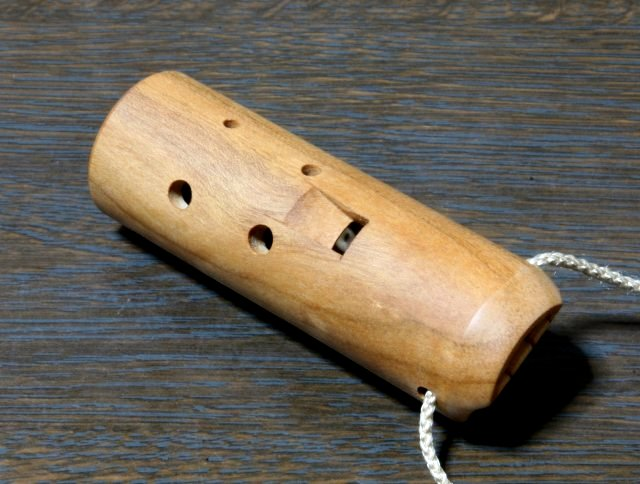
コカリナ （木製のオカリナ）
指穴：上面に4個、下面に2個
音域： 1オクターヴ + 長2度 （約1.2オクターヴ）

外形だけでなく指穴の数や配置まで自由に変更できるのは、後述の発音原理が関係している。オカリナは手で持って演奏する楽器であり、音高を変えるためには指穴を開閉しなければならないので、持ちやすさ、より良い音、楽しさなどを求めて様々の形態が生み出されてきたのである。材質もまた様々であるが、素焼きの陶器で作られているものが多く、比較的容易に自作することもできる。「コカリナ」と呼ばれる短い円筒形の笛は、木で作られたオカリナである。
オカリナは歌口付近の構造がリコーダーとほぼ同じなので音を出しやすい楽器であり、簡単な曲はすぐに演奏できるようになる。しかし、リコーダーと同様に息の強さや気温により音高が変動する上、高音側での楽器の支え方に少々コツを要するので、吹きこなすにはやはり相応の訓練が必要である。

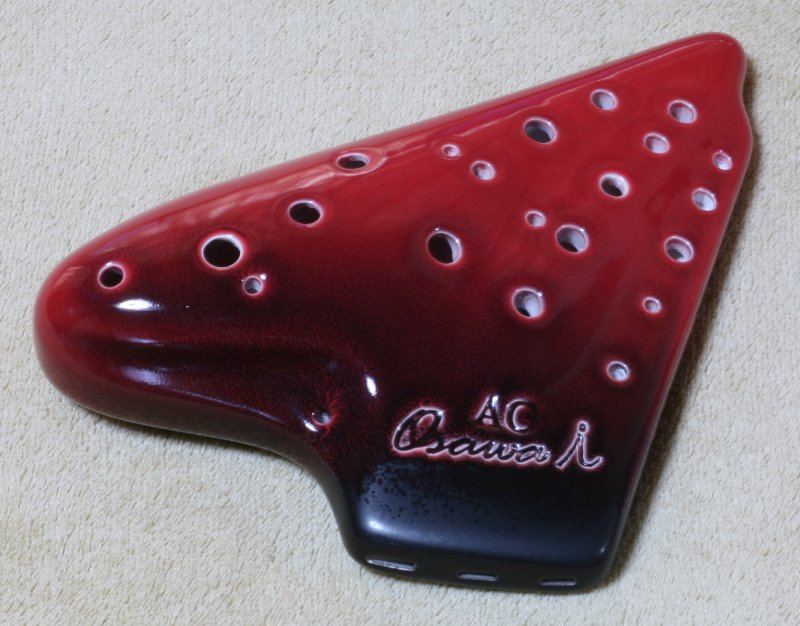
トリプルオカリナ （アルトC調）
音域： A4〜G7 （約2.8オクターヴ）

音域が1.5オクターヴ程度と狭いため、楽曲によっては移調したり、音域の異なるオカリナを使い分けるなどの工夫も必要になるが、これを改善するために、ダブルオカリナあるいはトリプルオカリナなどと呼ばれる複数管オカリナも作られている。連続した音域を持つ2つ以上のオカリナを一体に成型したもので、歌口が横一列に並んでおり、ハーモニカのように左右にスライドさせながら演奏する。トリプルオカリナは、低音域・中音域・高音域を持つ3つのオカリナから成り、ほぼフルートに匹敵する広さの音域を持っているので、演奏できる曲の幅が大きく広がる。各音域の境界における運動性能は良いとは言い難いので、曲によっては演奏の難易度がかなり高くなるが、最高音まで発音は容易である。

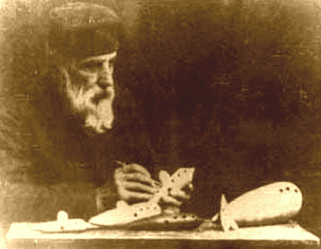
ジュセッペ・ドナティ

## 歴史
オカリナに似た楽器の起源はマヤ文明にまでさかのぼることができ、亀の形をしたものが発掘されている。中国や中央アメリカなど、多くの文明にも同様のものが見られる。16世紀にアステカの楽器がヨーロッパに伝わり、1860年頃にイタリアのジュセッペ・ドナティ（1836年 – 1925年）の手で改良されて、ほぼ現在の形となった。

## 発音原理
オカリナの音は、歌口から吹き込んだ息の束（エアビーム）がエッジに当たることによって発生するのであるが、一般に楽器が十分な大きさの音を出すためには、振動源（励振系）だけでなく共振系（共鳴系）が重要な役割を担っている。
オカリナも振動源に関しては、同じくエアリード楽器であるリコーダーやフルートと特に変わるところはなく、大きくわけてふたつの説が存在する。ひとつ目の説は、エッジに当たった空気が楽器の内部に入ると内圧がわずかに上昇し、それによってエアビームが押し戻されると内圧が低下して、再びエアビームが引き込まれるという反復現象が発生して振動源になるとするもの。ふたつ目の説は、エッジに当たった空気がカルマン渦を生じ、これがエッジトーン（強風のときに電線が鳴るのと同じ現象）を発生させて振動源となるというものである。
このようにして発生した振動に対して、リコーダーやフルートの場合は管の内部にある空気の柱（気柱）が共振して音が出るのであるが、オカリナの場合は大きな空洞内部の空気が共振して発音する。この点でオカリナの共振系は、リコーダーよりもギターやヴァイオリンに近い。大きな空洞に速い息を吹き込んでもエネルギーが分散してしまうので、細い管状の管楽器に比べて十分な振幅を持った倍音が発生しにくい。このため、指穴の数とその開口部の面積がそのまま音域の広さを決定することとなり、倍音を利用して高音域を得る一般的な管楽器と比べて音域が狭い。ただし、空洞の形状などの条件によっては音域を拡張できるレベルの振幅を持った倍音が出ることもある。
オカリナの音色は、素材の他に空洞や歌口の形状など様々の因子に多少は影響されるが、倍音に乏しいため、他の多くの楽器に比べると純音に近い。音高は、リコーダーやフルートの場合、エッジから指穴までの距離によってほぼ定まるのに対し、オカリナの場合はヘルムホルツ共鳴器の持つ特性から、内部の体積に対する開口部の大きさ（エッジ部の孔と、開いている指孔の面積の総和）によって決まり、指孔の位置にはほとんど影響されない。このため、オカリナは指穴の位置を比較的自由に配置することができる。

## 種類
| 呼称        | 通称     | 主音の音名   |
| ----------- | -------- | ------------ |
| ソプラノC調 | ピッコロ | C6           |
| ソプラノG調 | G調      | G5           |
| ソプラノF調 | F調      | F5           |
| アルトC調   | C調      | C5           |
| テナーG調   | ビッグG  | G4           |
| テナーF調   | ビッグF  | F4           |
| バスC調     | バス     | C4（中央ハ） |

日本で市販されているオカリナは C調、F調あるいはG調が多い。名称はメーカーによって異なっており、右表の呼称・通称はその一例に過ぎない。
一般的な12穴式のオカリナは、主音より短3度下の音まで出せるように作られている。例えばアルトC調の主音はC5であるが、A4からF6までの音が出せるので、音域は短13度（1オクターブ＋短6度）ということになる。
複数管オカリナには2連、3連、4連のものがあり、ダブレット、トリプレット、クアドラプレットなどと呼ぶメーカーもある。